# Agrotis fuscolimbata
Agrotis fuscolimbata là một loài bướm đêm trong họ Noctuidae.